# Hivern en el Sognefjord
Hivern en el Sognefjord —Vinter ved Sognefjorden (noruec)— és una pintura de l'artista noruec Johan Christian Dahl l'any 1827. El quadre està pintat a l'oli sobre tela i té unes dimensions de 61,5 × 75,5 cm. L'obra forma part de la col·lecció del Museu Nacional d'Art, Arquitectura i Disseny a Oslo, Noruega.

## Antecedents
Després d'un viatge a Itàlia els anys 1820-1821 Johan Christian Dahl va resoldre romandre a Dresden. Allí va dibuixar un gran nombre de paisatges noruecs. Des de 1826, va haver-hi un canvi en el treball de l'artista cap al paisatge noruec. Llavors va emprendre un viatge a través de Noruega de Christiania a Telemark i Hardengervidda als fiords de Noruega Occidental, va ser el seu primer viatge a les muntanyes com a artista.
El motiu principal va ser el poder fer dibuixos del natural durant el viatge. Els pendents escarpats i les roques verticals estan descrits en primer pla. Aquestes pintures és un tribut a la majestuosa naturalesa noruega i a la història de la nació.

## Composició
La imatge de la pintura mostra una vista sobre el Sognefjord, en un matí d'hivern, però sense molta neu. El cel és blau i la llum del sol genera calor en la imatge. En el fons la llum embolica als núvols de color rosa. En primer pla hi ha un monument amb una gran pedra alta que trenca amb la resta del paisatge més aviat pla en aquest costat de la badia. Més enrere en la part oposada s'aprecien els escarpats vessants de la muntanya. En la composició no hi ha personatges humans però si alguns corbs en el front del monument, que dona testimoniatge de la dramàtica batalla de Fimreite de 1184 que ocorregué en aquest punt.